# Изида
Вижте пояснителната страница за други значения на Изида.
Изида ( позната е още като И́сис) – древноегипетска богиня на магията на историята, както и на Египет, на семейството, символ на матримониалната хармония, мъдростта и брачната вярност на съпругата към мъжа, дори и след смъртта му. Възкресявала мъртвите. Изида е сестра и жена на бог Озирис, и майка на Хор.
| st | t · H8 | B1 |

| st | t · H8 | B1 |

Представя се като жена с йероглифа за трон на главата. По-късно приема отличителните белези на Хатхор – рога на крава и слънчев диск на главата, държаща в ръка свитък папирус. По-често е изобразявана като майка, кърмеща своя син Хор. Тъй като отглежда сина си далеч от чичо му Сет – в блатата на Делтата, тя постоянно бди над него от типичните опасности за тръстиковите блата. Египетските жени търсят помощта на богинята, когато техните деца са пострадали от ухапвания от скорпиони и змии – като отъждествяват раненото дете с Хор, се надяват да получат помощта на състрадателната майка Изида. Може да бъде видяна и в изображенията по ковчези и саркофази: като жена с трон на главата и криле, с които закриля мъртвия.
Според един от митовете, Изида успяла да открие тайното име на бог Ра, добивайки по този начин безгранична власт над него и над света.

## В популярната култура
- В клипа си за песента Dark Horse, който е на египетска тематика, Кати Пери се появява в края като Изида с разперени крила.